# Елизабет Лотарингска
Елизабет Лотарингска (на френски: Elisabeth de Lorraine-Vaudémont; на немски: Elisabeth von Lothringen; * 1395, Лотарингия; † 17 януари 1456,Саарбрюкен) е чрез женитба графиня на Насау-Вайлбург. Тя превежда и преработва ок. 1437 г. четири френски дворцови романи (Chanson de geste: „Herpin“, „Sibille“, „Loher und Maller“, „Huge Scheppel“).

## Биография
Тя е дъщеря на граф Фридрих I (или Фери V Лотарингски) от Водемон и Лотарингия (1368 – 1415) и на графиня Маргарета дьо Жуанвил (ок. 1354 – 1418), дъщеря на Хенри, Sire de Joinville. По баща е внучка на Жан I, херцог на Горна Лотарингия от фамилията Дом Шатеноа, и на София от Вюртемберг.
Елизабет се омъжва през 1412 г. за граф Филип I фон Насау-Саарбрюкен (1368 – 1429), граф на Насау-Вайлбург (1381 – 1429) и граф на Насау-Саарбрюкен. Тя е втората му съпруга. След смъртта му през 1429 г. тя поема регентството за малолетните си синове Филип и Йохан. През 1439 г. тя разделя собственостите си между двамата си синове.
Елизабет умира на 17 януари 1456 г. и по нейно желание е погребана в църквата Св. Арнуал в Саарбрюкен.

## Деца
Елизабет Лотаринска и Филип I фон Насау-Саарбрюкен имат децата:
- Филип II (1418 – 1492), граф на Насау-Вайлбург (1442 – 1492)
- Йохан II или III (1423 – 1472), граф на Насау-Саарбрюкен (1442 – 1472)
- Маргарета (1426 – 1490), ∞ 1441 за Герхард фон Родемахерн († през 1480 те)

## Издания
- Ein lieplichs lesen vnd ein warhafftige Hystorij wie einer der da hieß Hug schäpler vnd wz metzgers gschlecht ein gewaltiger küng zu Franckrich ward, Grüninger, Straßburg 1500 (Inkunabel, Staats- u. Univ.-Bibl. Hamburg)
- Ein schöne warhaftige hystory von Keiser Karolus sun genant Loher oder Lotarius: wie er verbant ward siben iar vß dem künigreich vnd wie er sich die selbig zeit so ritterlich bruchte, Grieninger, Straßburg 1514 (Staats- u. Univ.-Bibl. Hamburg)
- Ein Schöne vnnd warhaffte History von dem teüren geherczten vnd manhafftigen Huge Schappler … Von newen getruckt. Grübninger, Straßburg 1537 (Staats- u. Univ.-Bibl. Hamburg)
- Hermann Urtel: Der Huge Scheppel der Gräfin Elisabeth von Nassau-Saarbrücken nach der Handschrift der Hamburger Stadtbibliothek. Gräfe, Hamburg 1905, Ruland & Raetzer, Saarbrücken 2007, ISBN 3-9811546-0-6
- Sibille – Das Buch von Konig Karl von Frankrich und siner Husfrouen Sibillen, die umb eins Getwerch willen verjaget wart, Verlag: Bücher bauen Brücken, ISBN 978-3-9809584-4-8